# Ми будемо битися на пляжах

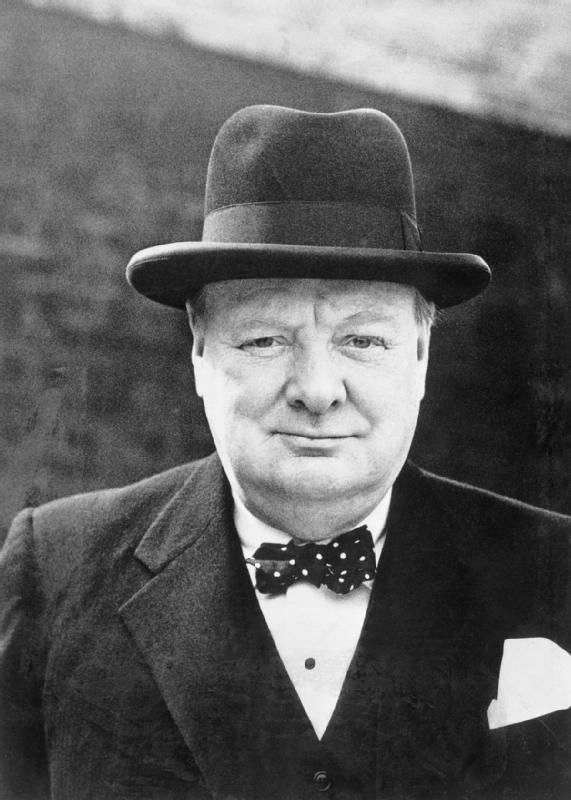
Вінстон Черчилль. 1944 рік

«Ми будемо битися на пляжах» (англ. We Shall Fight on the Beaches) — промова Вінстона Черчилля, виголошена ним 4 червня 1940 року перед палатою громад. Другий виступ перед парламентом в якості прем'єр-міністра після вступу Великої Британії в Другу світову війну.
У цій промові Черчиллю довелося повідомити про військову катастрофу, що спіткала союзників та попередити про можливу спробу вторгнення Німеччини. Прем'єр-міністр готував британців до того, що Францію не вдасться врятувати, і вона вийде з війни, а також ще раз підтверджував свою прихильність принципам, вираженим у промові від 13 травня 1940 року «Кров, піт і сльози».

## Історичний контекст
Вінстон Черчилль став на чолі британського уряду 10 травня 1940 року, через вісім місяців після початку Другої світової війни. За збігом обставин, саме в цей день Німеччина почала Французьку кампанію. Коли 13 травня новий прем'єр-міністр вперше виступив перед парламентом, він нічого не повідомив про становище Франції.
Очікуючи, що німецький наступ буде розвиватися за сценарієм 1914 року, комунікації Британських експедиційних сил здійснювалися не за коротким маршрутом через Булонь, Кале, Дюнкерк, а по довгому через Дьеп і Гавр. 13 травня сили Вермахту пробилися через Арденни і досягли річки Маас біля Седана, а потім форсували річку, прорвавши оборону французької армії. До 20 травня танкові дивізії Вермахту досягли узбережжя Ла-Маншу, розділивши британські і французькі війська.
Далі німці рушили вздовж узбережжя, відсікаючи союзні сили і зустрічаючи лише слабкий опір. Після капітуляції Бельгії 28 травня розрив також з'явився і на східному фланзі союзних військ, які були змушені відступити на невеликий плацдарм навколо портового міста Дюнкерк. Звідси була евакуйована основна частина британських і значна частина французьких військ, але практично все важке озброєння, техніку і спорядження довелося кинути.

Черчилль зробив коротку заяву в Палаті громад 28 травня, повідомивши про капітуляцію Бельгії, закінчивши своє звернення словами:
Між тим, Палата повинна бути готова до жорстких і важких вістей. Мені залишилося тільки додати, що ніщо з того, що може статися в цій битві, жодним чином не знімає з нас обов'язок захищати світ, якому ми присвятили себе; воно також не повинно зруйнувати нашу впевненість, що це в наших силах, як неодноразово бувало в нашій історії. Через катастрофи і горе, ми здолаємо наших ворогів.
Він обіцяв виступити з доповіддю про військове становище 4 червня, і, по суті, головною частиною промови є виклад військових подій, оскільки вони прямо зачіпали Британські експедиційні сили, починаючи з німецького прориву біля Седана.
Німці не стали розвивати наступ у південному напрямку, а французи організували відносно слабку оборону уздовж річок Ена і Сомма. Британські військові вважали, що цей фронт не витримає удару Вермахту. У повітрі французам не вистачало винищувачів, і становище погіршувалося внаслідок великих втрат. Французьке військове командування попросило надіслати у бій додаткові британські ескадрильї. Проте існували певні політичні сумніви в бажанні Франції продовжувати війну. Черчилль виступав за відправку винищувачів у Францію, бо вважав життєво важливим підтримати бойовий дух французів, а також не допускав ніяких виправдань розвалу французької армії. Відмова могла привести не тільки до виходу Франції з війни, але і зробити її ворогом Великої Британії. Військова рада обговорювала питання 3 червня та вранці 4 червня, в результаті запанувала думка Королівських військово-повітряних сил і державного секретаря Арчибальда Сінклера, що пріоритетом є захист своєї країни. Три ескадрильї, які перебували у Франції, отримають доукомплектування, але іншої допомоги не буде.
Незважаючи на розрядку кризи з Британськими експедиційними силами, які в основній масі повернулися додому, опитування громадської думки показували, що бойовий дух нації у багатьох регіонах близький до нуля. Тільки половина населення вважала, що Велика Британія повинна воювати, висловлюючи своє ставлення словами: «Це не наша війна — це війна великих людей, які вимовляють довгі слова і відчувають інакше». З цієї причини у своїй промові Черчилль мав описати наявну катастрофу і попередити про можливість німецького вторгнення, не ставлячи під сумнів перемогу британської зброї. Він повинен був підготувати британців до виходу Франції з війни і показати, що немає ніяких шляхів запобігти такому результату. У своїй наступній промові від 18 червня, виголошеній відразу після французької капітуляції, Черчилль заявив: «Військові події, що відбулися в останні два тижні, ні в чому не були для мене сюрпризом. Дійсно, два тижні тому я чітко вказав, що, можливо, найгірше, і я абсолютно ясно дав зрозуміти тоді: що б не сталося у Франції, це ніяк не змінить рішучість Британії і Британської імперії воювати далі, у разі необхідності — поодинці і протягом багатьох років». Також прем'єр-міністру треба було підтвердити свою прихильність принципам, вираженим у промові від 13 травня 1940 року: «Нас очікує суворе випробування. Перед нами багато довгих місяців боротьби і страждань. Ви мене запитаєте, який же наш політичний курс? Я відповім: вести війну на морі, на суші і в повітрі, з усією міццю і силою, яку дає нам Бог; вести війну проти жахливої тиранії, що перевершує будь-який людський злочин. Ось наш курс. Ви запитаєте, яка наша мета? Я можу відповісти одним словом: перемога, перемога будь-якою ціною, перемога, незважаючи на весь жах, перемога, яким би довгим і важким був шлях; тому що без перемоги не буде життя».

## Заключна частина промови
Найбільш відомою є заключна частина виступу, яка визнається одним з кращих прикладів ораторського мистецтва Черчилля.
Turning once again, and this time more generally, to the question of invasion, I would observe that there has never been a period in all these long centuries of which we boast when an absolute guarantee against invasion, still less against serious raids, could have been given to our people. In the days of Napoleon, of which I was speaking just now, the same wind which would have carried his transports across the Channel might have driven away the blockading fleet. There was always the chance, and it is that chance which has excited and befooled the imaginations of many Continental tyrants. Many are the tales that are told. We are assured that novel methods will be adopted, and when we see the originality of malice, the ingenuity of aggression, which our enemy displays, we may certainly prepare ourselves for every kind of novel stratagem and every kind of brutal and treacherous manœuvre. I think that no idea is so outlandish that it should not be considered and viewed with a searching, but at the same time, I hope, with a steady eye. We must never forget the solid assurances of sea power and those which belong to air power if it can be locally exercised.
Sir, I have, myself, full confidence that if all do their duty, if nothing is neglected, and if the best arrangements are made, as they are being made, we shall prove ourselves once more able to defend our island home, to ride out the storm of war, and to outlive the menace of tyranny, if necessary for years, if necessary alone. At any rate, that is what we are going to try to do. That is the resolve of His Majesty's Government – every man of them. That is the will of Parliament and the nation. The British Empire and the French Republic, linked together in their cause and in their need, will defend to the death their native soil, aiding each other like good comrades to the utmost of their strength.
Even though large tracts of Europe and many old and famous States have fallen or may fall into the grip of the Gestapo and all the odious apparatus of Nazi rule, we shall not flag or fail. We shall go on to the end. We shall fight in France, we shall fight on the seas and oceans, we shall fight with growing confidence and growing strength in the air, we shall defend our island, whatever the cost may be. We shall fight on the beaches, we shall fight on the landing grounds, we shall fight in the fields and in the streets, we shall fight in the hills; we shall never surrender, and if, which I do not for a moment believe, this island or a large part of it were subjugated and starving, then our Empire beyond the seas, armed and guarded by the British Fleet, would carry on the struggle, until, in God's good time, the New World, with all its power and might, steps forth to the rescue and the liberation of the old.
Український переклад заключеної частини виступу:

Знову повернувшись, і цього разу загалом, до питання про вторгнення, я зауважу, що ніколи не було періоду у всі ці довгі століття, якими ми хвалимось, коли абсолютна гарантія проти вторгнення, ще менше від серйозних набігів, могла б бути даною нашому народу. За часів Наполеона, про які я зараз говорив, той самий вітер, який би перевозив його транспорти через Ла-Манш, міг би відігнати блокаду флоту. Завжди був такий шанс, і саме такий шанс збудив і одурив уяви багатьох континентальних тиранів. Багато казок, які розповідаються. Ми впевнені, що нові методи будуть прийняті, і коли ми побачимо оригінальність злоби, винахідливості агресії, яку проявляє наш ворог, ми, безумовно, можемо підготуватися до будь-якої романової стратагеми та до будь-якого жорстокого та підступного маневру. Я думаю, що жодна ідея не є настільки чужою, що її не слід розглядати і розглядати з пошуком, але в той же час, я сподіваюся, стійким оком. Ми ніколи не повинні забувати суцільні гарантії морської енергетики та ті, які належать до повітряної енергетики, якщо вона може здійснюватися на місцях.
Я сам впевнений, що якщо всі виконують свій обов'язок, якщо нічого не буде нехтувати, і якщо найкращі домовленості будуть зроблені, як вони зроблені, ми ще раз доведемо себе в змозі захистити свій острівний будинок, щоб виїхати шторм війни і переживати загрозу тиранії, якщо потрібно протягом років, якщо потрібно, поодинці. У будь-якому випадку, це ми намагатимемося зробити. Це рішення уряду Його Величності - кожного з них. Це воля парламенту та нації. Британська імперія та Французька республіка, пов'язані між собою у своїй справі та у своїх потребах, захищатимуть до смерті свій рідний ґрунт, допомагаючи один одному, як добрі товариші, у всіх силах.

Навіть якщо величезні простори Європи, багато стародавніх і прославлених Держав впали або можуть потрапити в лещата Гестапо та інших мерзенних машин Нацистського управління, ми не здамося і не програємо. Ми підемо до кінця, ми будемо битися у Франції, ми будемо боротися на морях і океанах, ми будемо битися зі зростаючою впевненістю і зростаючою силою в повітрі, ми будемо захищати наш острів, якою б не була ціна, ми будемо битися на узбережжях, ми будемо битися в портах, на суші, ми будемо битися в полях і на вулицях, ми будемо битися на пагорбах; ми ніколи не здамося і навіть, якщо так трапиться, у що я ні на мить не вірю, що цей Острів або більша його частина буде поневолена і буде вмирати з голоду, тоді наша Імперія за морем, озброєна і під охороною Британської Флоту, буде продовжувати битву, до тих пір, поки, в благословенний Богом час, Новий Світ, з усією його силою і міццю, не вирушить на порятунок і звільнення старого.
Коментатори відзначають, що речення, що закінчувалося словом «surrender», містить, за винятком самого слова «surrender», тільки слова, що мають старі англійські корені. Інших аналогічних прикладів такої виняткової відсутності запозичених слів в інших промовах Черчилля не спостерігається. Однак сам Черчилль був присутній на виступі президента Жоржа Клемансо в Парижі в червні 1918 року, у якому був використаний аналогічний прийом. Обидва оратора використовували близькі за звучанням твердження, щоб підкреслити свою безкомпромісну волю до боротьби.

## Реакція
Стверджується, що відразу після закінчення промови Черчилль пробурмотів сусідові: «І ми будемо боротися з ними денцями розбитих пивних пляшок, тому що це все, що у нас є!». Тим не менш, Черчилль вразив слухачів, та одразу ж промова була визнана історичною. Один із секретарів Черчилля зазначив у своєму щоденнику: «Чудовий виступ, який, безсумнівно, струсонув Палату». Депутат від Консервативної партії записав у своєму щоденнику: «Він був красномовний і використав чудову англійську; кілька лейбористів плакали». Один із лейбористів, друг і шанувальник таланту Черчилля з Дарданеллів, писав йому: «Мій дорогий Вінстон, ця промова коштує 1000 гармат і 1000 років промов».
На відміну від наступної промови, «Їх зоряний час», виступ від 4 червня не було повторено в прямому радіоефірі. Замість цього, як раніше з промовою від 13 травня, витяги з промови були приведені у вечірньому випуску новин Бі-бі-сі.
В наступному році американський журналіст Хуберт Нікербокер писав, що ці слова «заслуговують того, щоб залишитися в пам'яті кожного з нас», зауваживши, що «Разом з фотографією Черчилля, ці слова прикрасили стіни будинків і офісів по всій Британській імперії».